# Högne
Högne var kung av Östergötland enligt Ynglingasagan. Han hade en son vid namn Hilder och en dotter vid namn Hilda som han gifte bort med kung Granmar av Södermanland. När Ingjald Illråde dödade de flesta svenska småkungar, försvarade Högne och Granmar framgångsrikt sina kungadömen. Högne och hans son Hilder red ofta upp i Kung Ingjalds rike och härjade och dödade många män. Högne regerade sitt kungadöme till sin död. Enligt Sagobrott efterträddes han av den av Ivar Vidfamne utsedde Hjörmund som var son till Hjörvard Ylving vilken tidigare påstås ha regerat Östergötland. Ingen saga berättar vad som hände med Högnes son Hilder.